# CH Jaca

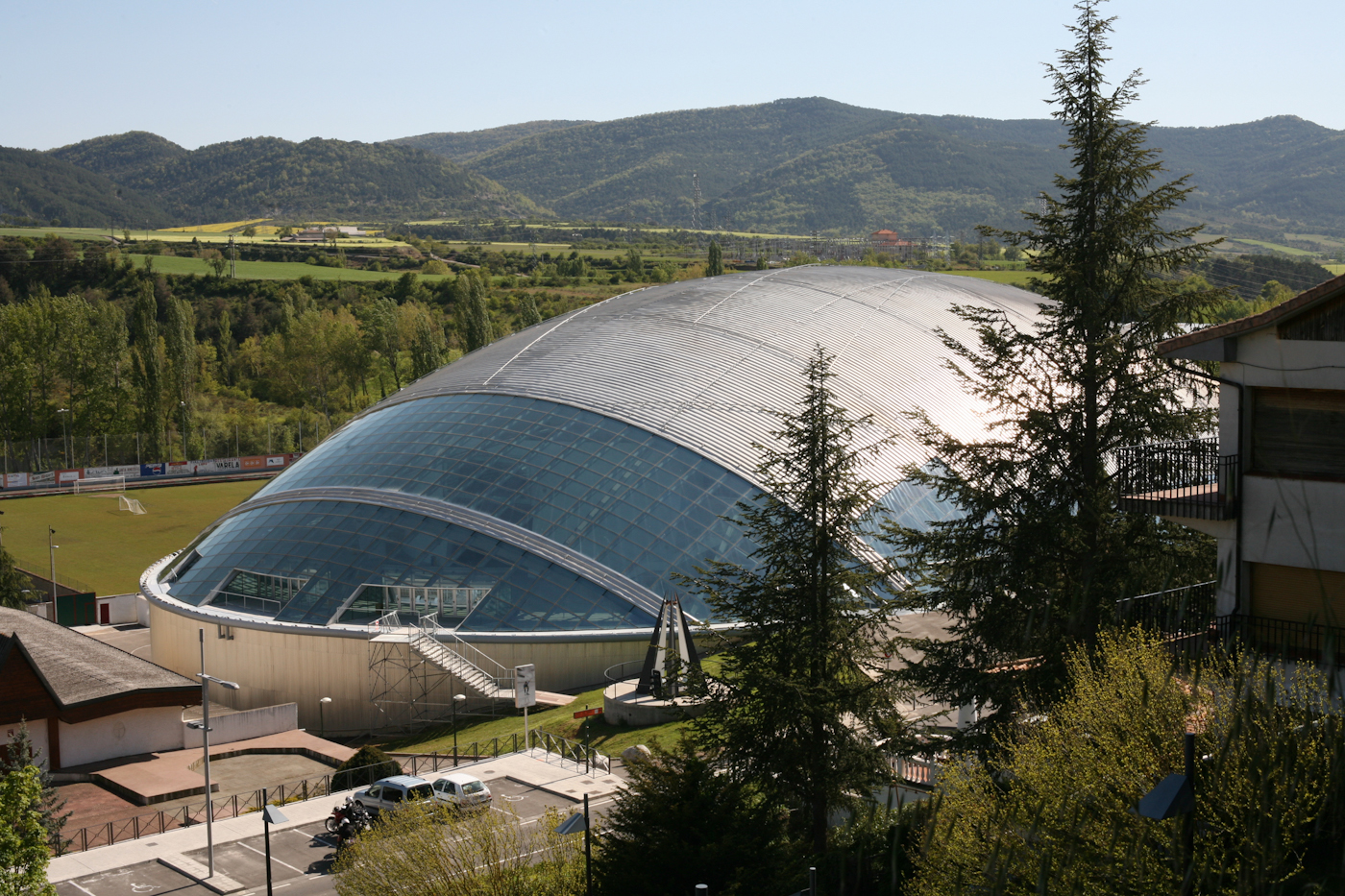
Pabellón de Hielo

Der Club Hielo Jaca ist ein spanischer Eishockeyclub aus Jaca, der in der Superliga spielt.

## Geschichte
Der CH Jaca, der 1972 gegründet wurde, ist mit vierzehn gewonnenen Meisterschaften vor CH Txuri Urdin die erfolgreichste spanische Mannschaft. Zudem gewann Jaca sechzehn Mal den spanischen Pokal. Jaca gewann alle seine Titel seit Mitte der 1980er Jahre, zuletzt wurde der Verein 2023 Meister und Pokalsieger. Von allen spanischen Mannschaften hat Jaca die beste Bilanz in europäischen Wettbewerben. Dennoch fällt die Bilanz mit acht Siegen in 37 Spielen sehr negativ aus. Während des IIHF Continental Cup 2005/06 gewann die Mannschaft alle drei Erstrundenspiele gegen HK Slawia Sofia aus Bulgarien, Hapoel Amos Lod aus Israel und Polis Akademisi Ankara aus der Türkei, verlor jedoch teils deutlich in der zweiten Runde gegen die favorisierten HK Junost Minsk aus Belarus, Kaszink-Torpedo Ust-Kamenogorsk aus Kasachstan und HK Sokol Kiew aus der Ukraine.

## Erfolge
- Spanischer Meister (14×): 1984, 1991, 1994, 1996, 2001, 2003, 2004, 2005, 2010, 2011, 2012, 2015, 2016, 2023
- Spanischer Pokalsieger (16×): 1985, 1988 (U-21), 1989, 1993, 1995, 1996, 1998, 2001, 2002, 2003, 2006, 2011, 2012, 2013, 2017, 2021, 2023

## Bekannte ehemalige Spieler
- Jurij Nawarenko (Ukrainischer Nationalspieler, spielte von Januar 2002 bis Mitte 2005 in Jaca)

## Stadion
Die Heimspiele des CH Jaca werden im Pabellón de Hielo in Jaca ausgetragen, der 1.900 Zuschauern Platz bietet.